# Fritz Prölß

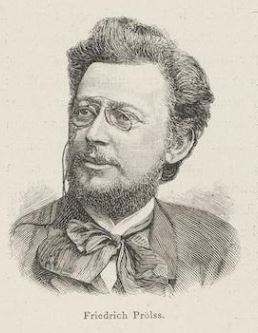
Friedrich Prölß

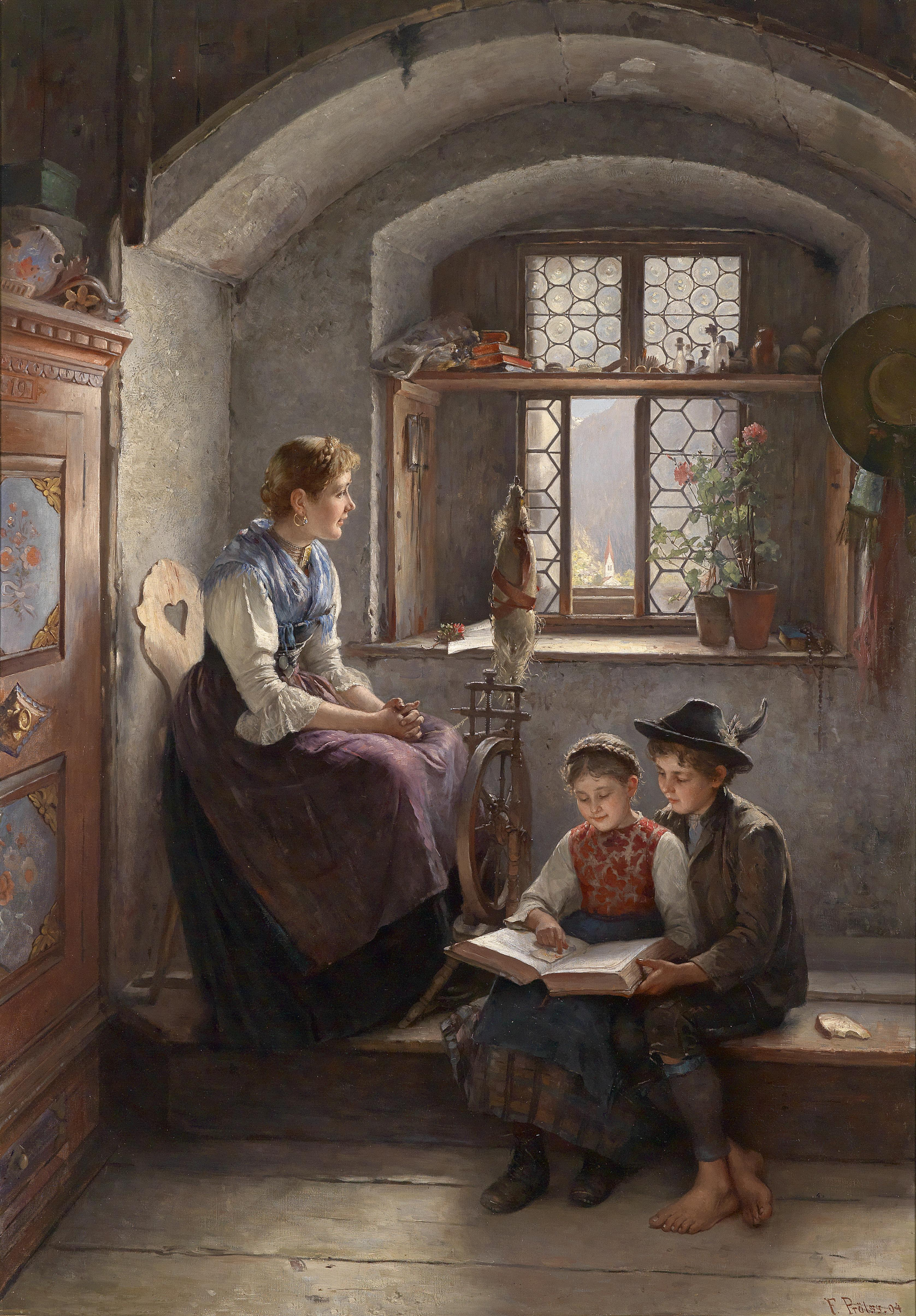
Sonntag, 1894, ausgestellt auf der Großen Berliner Kunstausstellung 1895

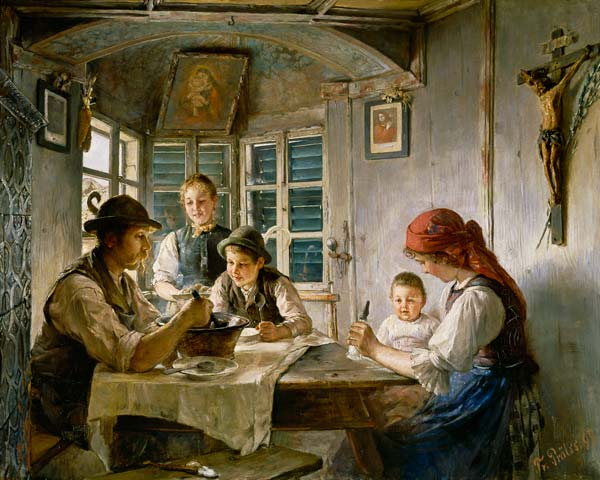
Mittagessen

Fritz (Friedrich) Anton Otto Prölß (* 4. März 1855 in Dresden; † 1934 in München) war ein deutscher Porträt- und Genremaler.

## Leben
Prölß studierte Malerei an den Akademien in Dresden bei Ferdinand Pauwels und München ab 1880 bei Franz von Defregger. Er war Mitglied der Münchner Künstlergenossenschaft und stellte seine Bilder unter anderem im Münchner Glaspalast aus. Auch wenn er seinen Wohnsitz in München hatte, verbrachte er ab 1879 die Sommermonate mehr als 50 Jahre lang in Mittenwald, wo er den Großteil seines Werks schuf. Zu seinem Freundeskreis gehörten die Malerkollegen Wilhelm Leibl und Lovis Corinth. Lovis Corinth schuf 1901 und 1913 zwei Ölporträts von Prölß.
Prölß war Angehöriger der international angesehenen „Münchner Schule“. In seinem Malstil ist der Einfluss von Franz von Defregger zu erkennen. Eines seiner bekanntesten Werke war Großvater und Enkelin (1905). Seine Werke wurden auch in der Gartenlaube abgedruckt. Sein Vater war der Dresdner Dramaturg und Literaturhistoriker Robert Prölß (1821–1906).

## Ehrungen
Prölß wurde zum Ehrenbürger von Mittenwald ernannt. Der dortige Fritz-Prölß-Platz wurde nach ihm benannt.

## Ausstellungen
- Galerie M. Goldschmidt & Co., Frankfurt am Main, 1909, 43 Gemälde[3]
- Geigenbaumuseum Mittenwald, 2016/17[4]